# Johann Behrendt
Johann Behrendt (* 18. Januar 1667 in Insterburg; † 14. April 1737 ebenda) war ein evangelischer Pfarrer und Übersetzer kirchlicher Texte in die litauische Sprache.

## Leben
Behrendt studierte Theologie an der Albertus-Universität Königsberg. Nach seiner Ordination 1692 in der Schlosskirche in Königsberg wurde er zunächst Pfarrer in Mehlkehmen, 1708 dann in Enzuhnen und 1711 schließlich Erzpriester an der Lutherkirche in Insterburg. Als Kenner der litauischen Sprache beteiligte er sich an den Bemühungen, den Litauisch sprechenden Bevölkerungsschichten Ostpreußens die Bibel zu erschließen und die Übersetzungen zu verbessern. Er übersetzte auch Kirchenlieder in die litauische Sprache.
Er war verheiratet mit Anna Dorothea Blumenau. Das Paar hatte einen Sohn, Johann Friedrich Behrendt, und eine Tochter.